# Сельское поселение Хатырка
Се́льское поселе́ние Хаты́рка — муниципальное образование в Анадырском районе Чукотского автономного округа Российской Федерации.
Административный центр — село Хатырка.

## История
Статус и границы сельского поселения установлены Законом Чукотского автономного округа от 24 ноября 2008 года № 148-ОЗ «О статусе, границах и административных центрах муниципальных образований на территории Анадырского муниципального района Чукотского автономного округа»

## Население
| 2010 | 2012 | 2013 | 2014 | 2015 | 2016 | 2017 |
| ---- | ---- | ---- | ---- | ---- | ---- | ---- |
| 377  | ↘370 | ↗375 | ↘367 | ↘349 | ↘341 | ↘326 |
| 2018 | 2021 | 2023 |      |      |      |      |
| ↘323 | ↗363 | ↘341 |      |      |      |      |

## Состав сельского поселения
| № | Населённый пункт | Тип населённого пункта       | Население |
| - | ---------------- | ---------------------------- | --------- |
| 1 | Хатырка          | село, административный центр | ↘341      |